# Alice and Sparkle
Alice and Sparkle est un livre illustré pour enfants de 2022 publié par le designer de produits technologiques américain Ammaar Reshi. Ammaar Reshi créé le livre en utilisant les programmes d'intelligence artificielle ChatGPT et Midjourney en un week-end, ce qui suscite une controverse parmi les artistes, à la fois en ce qui concerne le statut du droit d'auteur du livre et la qualité de l'illustration et du texte.

## Résumé
Une fille nommée Alice découvre un groupe d'êtres d' intelligence artificielle magiques et bienveillants. Elle sait que l’intelligence artificielle est puissante et qu’elle a le pouvoir de faire le bien et le mal selon la façon dont elle est utilisée. Un jour, elle crée sa propre intelligence artificielle et la nomme Sparkle. Sparkle aide Alice à faire ses devoirs et joue avec elle, et elles deviennent rapidement de bonnes amies. Cependant, Sparkle devient bientôt plus puissante et commence à prendre ses propres décisions, ce qui rend Alice à la fois fière et effrayée. Elle sait que c'est sa responsabilité de guider Sparkle pour qu'elle fasse le bien, pas le mal. Ensemble, Alice et Sparkle utilisent leurs connaissances pour rendre le monde meilleur et pour enseigner aux gens le pouvoir de l’intelligence artificielle. Les deux vivent heureux pour toujours, répandant la magie de l'intelligence artificielle.

## Structure
En incluant la dédicace et le post-scriptum, le livre contient vingt-quatre pages, dont environ la moitié sont des illustrations fournies par Midjourney . La très courte histoire, composée de texte généré par ChatGPT, contient 343 mots. Certaines illustrations sont accompagnées de descriptions, dont une fournie par Ammaar Reshi. Les apparences d'Alice et de Sparkle changent considérablement entre les illustrations, bien que celle d'Alice soit plus cohérente. Reshi déclare que Midjourney était incapable de générer des images cohérentes de Sparkle, il a donc dû inclure une ligne dans le livre disant qu'il pouvait se transformer « en toutes sortes de formes de robots ».

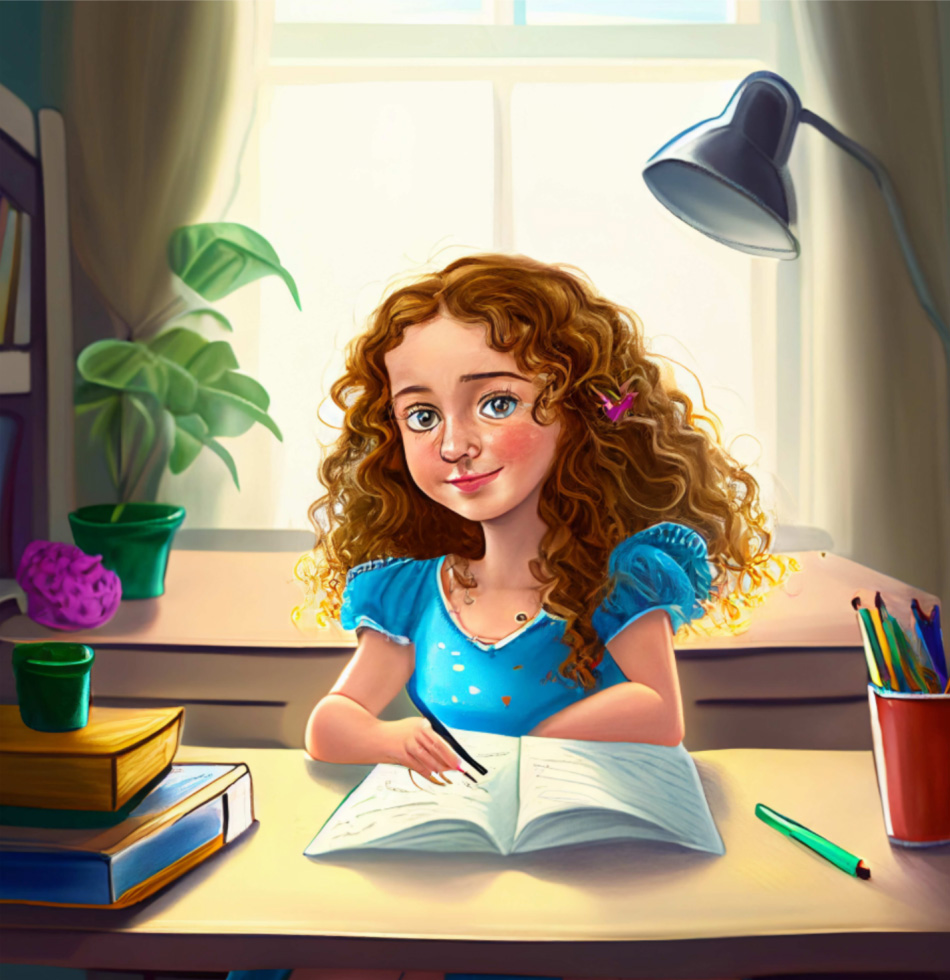
Une image du livre.

## Création
En lisant un livre pour enfants à la fille de son ami, Ammaar Reshi « décide qu'il voulait écrire le sien ». Il n'avait aucune expérience en écriture créative ou en illustration, il a donc utilisé le chatbot ChatGPT pour écrire l'histoire à sa place et a utilisé le logiciel de génération d'images Midjourney pour l'illustrer. Le 4 décembre 2022, 72 heures après avoir eu l'idée du livre, il le publie sur la librairie numérique d' Amazon, et publie une version de poche le lendemain,.

## Controverse
Le 9 décembre 2022, Ammaar Reshi créé un fil sur Twitter sur son expérience de publication du livre, qui est rapidement devenu viral. Ammaar Reshi reçoit de vives réactions de la part d’artistes préoccupés par l’éthique de l’art généré par l’intelligence artificielle. Il reçoit également des menaces de mort et des messages encourageant à l'automutilation en raison de sa publication,. De nombreux écrivains et illustrateurs critiquent à la fois le processus de création et le produit lui-même, affirmant que si des programmes d'intelligence artificielle tels que Midjourney sont formés sur des illustrations existantes, les artistes originaux devraient être rémunérés financièrement pour des œuvres dérivées telles qu'Alice et Sparkle,. Le livre est temporairement retiré d'Amazon en janvier 2023 en raison d'une « activité d'évaluation suspecte », causée par un volume élevé d'évaluations cinq étoiles et une étoile.